# Robinia
Robinia, grochodrzew (Robinia L.) – rodzaj roślin należący do rodziny bobowatych. Obejmuje cztery gatunki drzew i krzewów. Wszystkie występują w Ameryce Północnej – w Appalachach oraz południowo-zachodniej części Stanów Zjednoczonych oraz północno-zachodniej Meksyku. Rosną w górskich lasach w Appalachach oraz w okresowo suchych lasach i zaroślach, często na terenach skalistych i nad rzekami w południowej części Stanów Zjednoczonych i w Meksyku.
Różne gatunki, ale głównie robinia akacjowa R. pseudoacacia, są rozpowszechnione w uprawie jako ozdobne. Gatunek ten jest inwazyjny w wielu częściach świata. W Polsce, poza powszechnie spotykaną i inwazyjną robinią akacjową, rzadziej uprawiane są także inne gatunki, a jako zdziczałe zarejestrowane zostały także robinia szczeciniasta R. hispida i robinia pośrednia R. × ambigua. 
Poza walorami ozdobnymi robinie sadzone są dla stabilizacji i wzbogacenia gleb, jako rośliny miododajne, w przypadku robinii akacjowej także dla drewna używanego jako konstrukcyjne i opałowe, dla jadalnych kwiatów i nasion, wykorzystania leczniczego, dla włókien (pozyskiwanych z kory), olejków eterycznych i barwników.
Nazwa rodzajowa upamiętnia ogrodników francuskiego króla Henryka IV – Jeana Robina (1550–1629) i jego syna Vespasiana (1579–1662).

## Morfologia

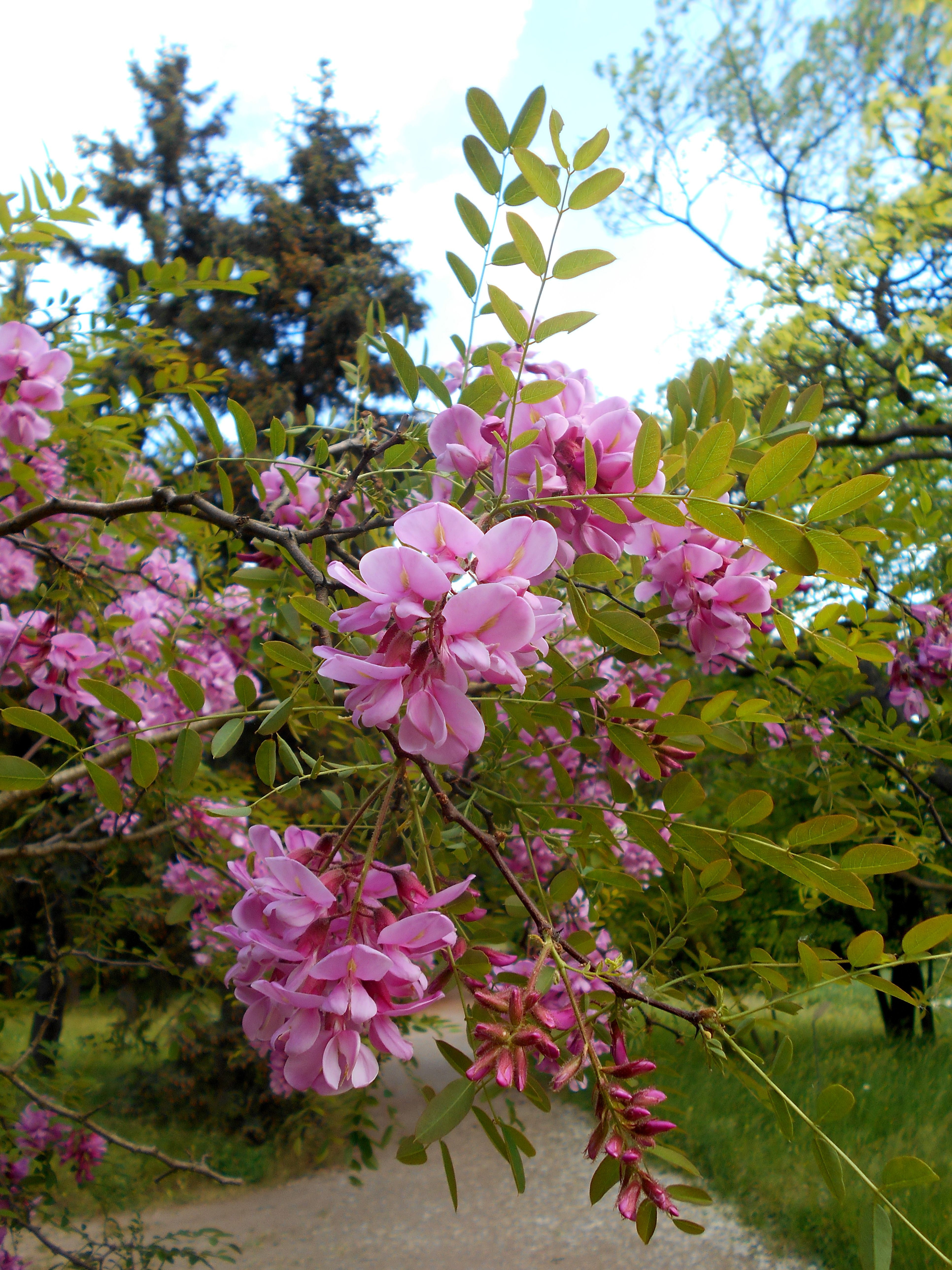
Robinia szczeciniasta

PokrójW przypadku robinii akacjowej – drzewa o wysokości zwykle do 25 m, o nieregularnym, masywnym pokroju, z grubą, głęboko spękaną korą. W przypadku pozostałych gatunków krzewy i niewielkie drzewa o płytkiej korze. Na pędach u nasady liści często występują pary cierni. Często tworzą odrosty korzeniowe. Różne części roślin poza koronami kwiatów bywają ogruczolone (cecha zmienna u różnych gatunków).
LiścieSkrętoległe, sezonowe, nieparzystopierzasto złożone. Listki w liczbie od 5 do 25 naprzeciwległe lub skrętoległe.
KwiatyZebrane w zwisające grona wyrastające w kątach liści. Kwiaty motylkowe, pachnące, białe, różowe lub purpurowe. Kielich u nasady dzwonkowaty, z 5 nierównymi ząbkami. Pręcików 10, z czego 9 ma nitki zrośnięte, jeden jest wolny. Słupek pojedynczy, z jednego owocolistka, z górną zalążnią zawierającą liczne zalążki.
OwoceSpłaszczone strąki, często szczeciniaste, o długości poniżej 10 cm.

## Systematyka
Rodzaj do lat 80. XX wieku dzielony był na ok. 20 gatunków, ale wówczas ich liczba została zweryfikowana – większość z nich uznana została za wynik zmienności wewnątrzgatunkowej, znacznej zwłaszcza w przypadku robinii szczeciniastej R. hispida.
Pozycja systematyczna
Rodzaj zaliczany jest do plemienia Robinieae z podrodziny bobowatych właściwych (Faboideae) z rodziny bobowatych (Fabaceae). Jako najbliżej spokrewniony rodzaj wskazywany jest Poissonia. Inne rodzaje tworzące tzw. grupę Robinia to: Olneya, Coursetia, Peteria, Genistidium i Sphinctospermum.
Wykaz gatunków i mieszańców
- Robinia × ambigua Poir. – robinia pośrednia
- Robinia hispida L. – robinia szczeciniasta
- Robinia × holdtii Beissn.
- Robinia × margaretiae Ashe
- Robinia neomexicana A.Gray – robinia nowomeksykańska
- Robinia pseudoacacia L. – robinia akacjowa, r. grochodrzew
- Robinia viscosa Michx. ex Vent. – robinia lepka